# Maren (Ösmo socken, Södermanland, 653474-161601)
Maren är en sjö i Nynäshamns kommun i Södermanland och ingår i Tyresån-Trosaåns kustområde. Sjön hör till godset Djursnäs. Sydväst om Maren ligger Rosenlundsskogens naturreservat.

## Bilder

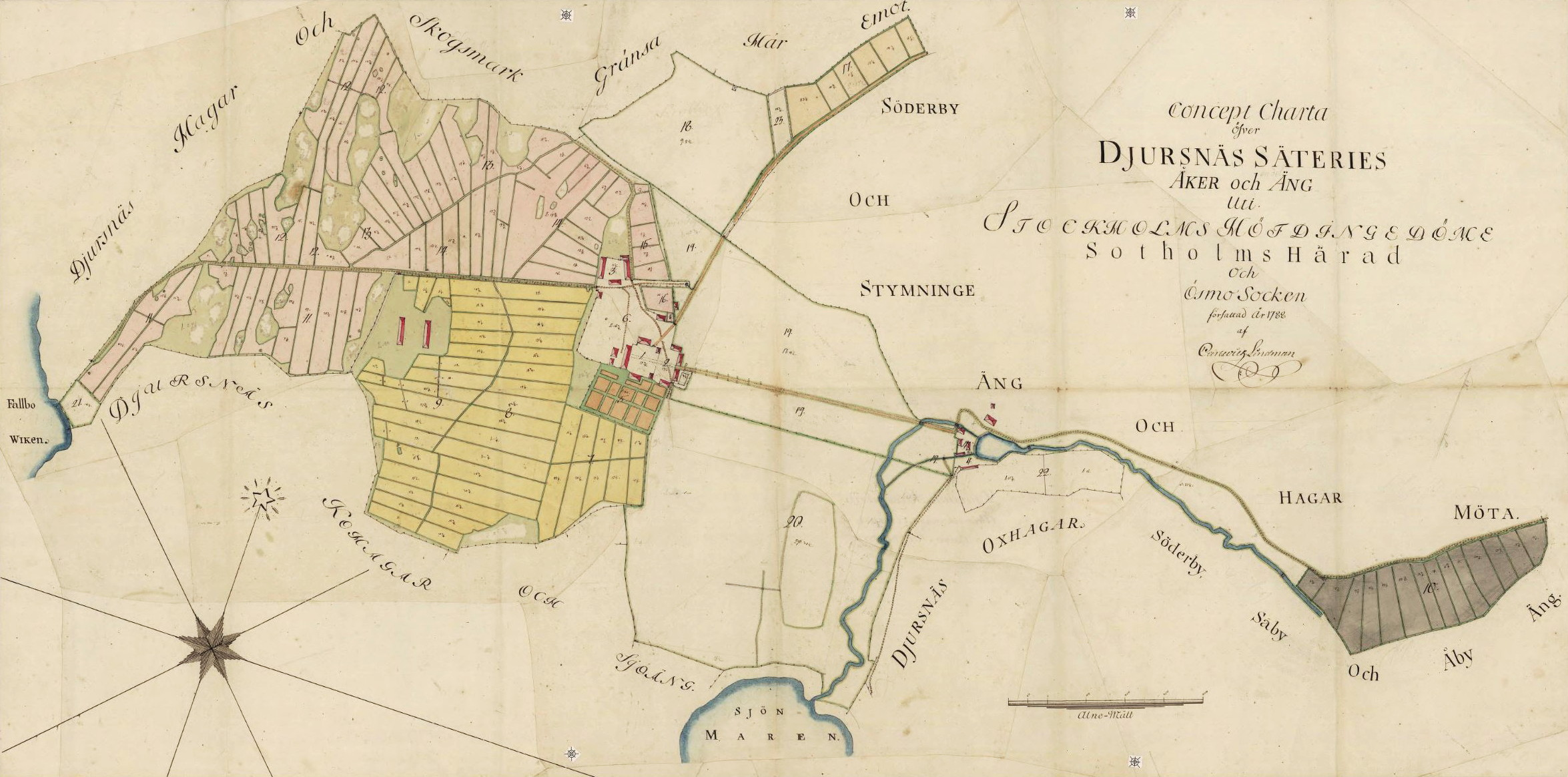
Maren på en historisk karta från 1788.

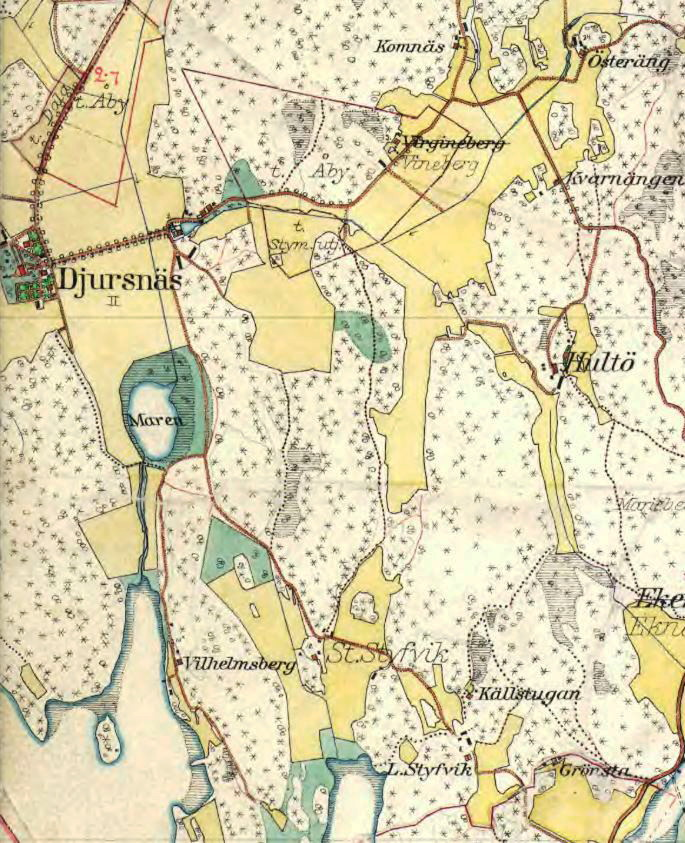
Maren på en historisk karta från 1901.

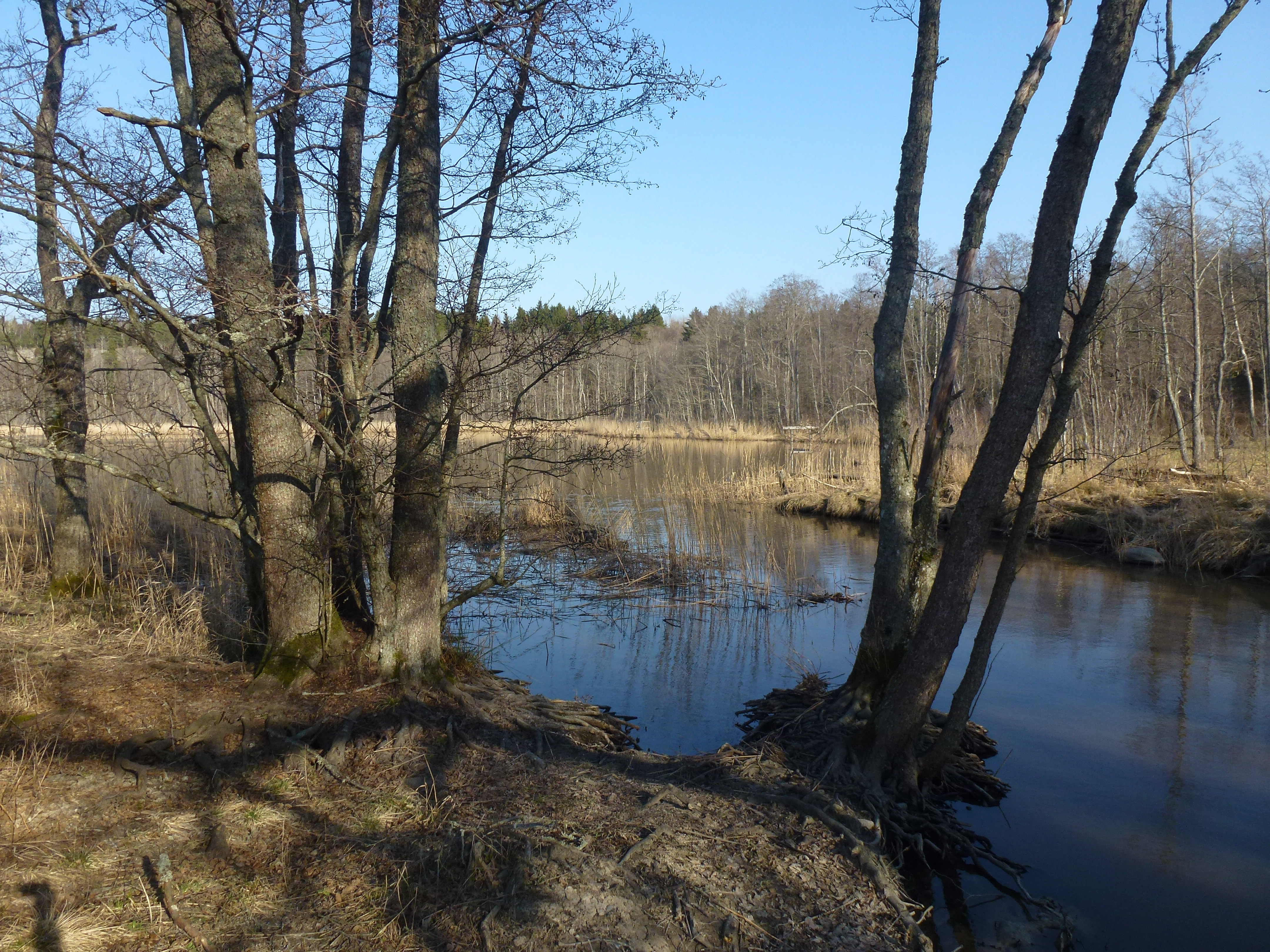
Marens utlopp, mars 2015.